# Xavier Chan Fung Ting
Xavier Chan Fung Ting, né le 6 septembre 1993, est un joueur français de badminton, représentant La Réunion au niveau international.

## Carrière
Xavier Chan Fung Ting est médaillé d'argent en double messieurs avec Sébastien Laude aux Jeux des îles de l'océan Indien 2015 à La Réunion.
Il est médaillé de bronze en double mixte avec Ly-Hoa Chai aux Championnats d'Afrique de badminton 2022 à Kampala.
Il est médaillé de bronze en double hommes avec Aaron Assing aux Championnats d'Afrique 2023 à Johannesbourg.